# Liste medizinischer Fachgebiete
Diese Liste soll Aufschluss über die fachlichen und inhaltlichen Differenzierungen der humanmedizinischen, zahnmedizinischen und veterinärmedizinischen Weiterbildung in Deutschland, Österreich und der Schweiz geben.

## Deutsche ärztliche Fachgebiete (Muster-Weiterbildungsordnung, November 2018)
Der erfolgreiche Abschluss der Weiterbildung führt zur Facharztbezeichnung in einem Gebiet, zur Schwerpunktbezeichnung im Schwerpunkt (SP) eines Gebietes oder zur Zusatzbezeichnung:

## EidgenössischeFacharzttitel (Weiterbildungsordnung, Dez. 2007)

### Gemäß Art. 5 der EU-Richtlinie (in allen Mitgliedsländern)
1. Allgemeinmedizin
2. Anästhesiologie
3. Chirurgie
4. Gynäkologie und Geburtshilfe
5. Innere Medizin
6. Kinder- und Jugendmedizin
7. Neurochirurgie
8. Neurologie
9. Ophthalmologie
10. Orthopädische Chirurgie und Traumatologie des Bewegungsapparates
11. Oto-Rhino-Laryngologie
12. Pathologie
13. Pneumologie
14. Psychiatrie und Psychotherapie
15. Urologie

### Gemäß Art. 7 der EU-Richtlinie (in mindestens zwei Mitgliedsländern)
1. Allergologie und klinische Immunologie
2. Arbeitsmedizin
3. Dermatologie und Venerologie
4. Endokrinologie / Diabetologie
5. Gastroenterologie
6. Hämatologie
7. Herz- und thorakale Gefäßchirurgie
8. Kardiologie
9. Kiefer- und Gesichtschirurgie
10. Kinder- und Jugendpsychiatrie und -psychotherapie
11. Kinderchirurgie
12. Klinische Pharmakologie und Toxikologie
13. Radiologie
14. Nuklearmedizin
15. Radioonkologie / Strahlentherapie
16. Nephrologie
17. Physikalische Medizin und Rehabilitation
18. Plastische, Rekonstruktive und Ästhetische Chirurgie
19. Präventivmedizin und Gesundheitswesen
20. Rheumatologie
21. Tropen- und Reisemedizin

### Übrige Facharzttitel
1. Allgemeinmedizin
2. Angiologie
3. Infektiologie
4. Intensivmedizin
5. Humangenetik#Medizinische Genetik
6. Medizinische Onkologie
7. Pharmazeutische Medizin
8. Rechtsmedizin

### Fachliche Qualifikationen derFMH
1. Facharzt für Handchirurgie
2. Facharzt für Neuropathologie

#### Schwerpunkte
1. zu Allgemeinmedizin: Geriatrie
2. zu Chirurgie: Allgemein- und Unfallchirurgie, Gefäßchirurgie, Thoraxchirurgie, Viszeralchirurgie
3. zu Gynäkologie und Geburtshilfe: Gynäkologische Onkologie, Geburtshilfe und feto-maternale Medizin, Reproduktionsmedizin und gynäkologische Endokrinologie
4. zu Herz- und thorakale Gefäßchirurgie: Gefäßchirurgie, Thoraxchirurgie
5. zu Innere Medizin: Geriatrie
6. zu Kinder- und Jugendmedizin: pädiatrische Endokrinologie-Diabetologie, pädiatrische Gastroenterologie, pädiatrische Kardiologie, Neonatologie, pädiatrische Nephrologie, Neuropädiatrie, pädiatrische Onkologie-Hämatologie, pädiatrische Pneumologie
7. zu Ophthalmologie: Ophthalmochirurgie
8. zu Oto-Rhino-Laryngologie: Hals- und Gesichtschirurgie, Phoniatrie
9. zu Pathologie: Zytopathologie, Molekularpathologie
10. zu Psychiatrie und Psychotherapie: Alterspsychiatrie und Alterspsychotherapie
11. zu Radiologie: Diagnostische Neuroradiologie, Invasive Neuroradiologie, Pädiatrische Radiologie
12. zu Urologie: Operative Urologie

#### Fähigkeitsausweise
1. Akupunktur – Traditionelle Chinesische Medizin (ASA)
2. Anthroposophisch erweiterte Medizin (VAOAS)
3. Delegierte Psychotherapie (FMPP)
4. Elektroencephalographie (SGKN)
5. Elektroneuromyographie (SGKN)
6. Endoskopisch retrograde Cholangiopankreatikographie ERCP (SGG)
7. Gastroskopie (SGG)
8. Homöopathie (SVHA)
9. Hüftsonographie nach Graf beim Neugeborenen und Säugling (SGUM)
10. Interventionelle Schmerztherapie (SSIPM)
11. Laserbehandlungen der Haut und hautnahen Schleimhäute (FMCH)
12. Manuelle Medizin (SAMM)
13. Medizinische Hypnose (SMSH/GHypS)
14. Neuraltherapie (SANTH)
15. Notarzt (SGNOR)
16. Phlebologie (USGG)
17. Praxislabor (KHM)
18. Psychosomatische und Psychosoziale Medizin (APPM)
19. Sachkunde für dosisintensives Röntgen (KHM)
20. Sachkunde für dosisintensive Untersuchungen und therapeutische Eingriffe in der Angiologie (USGG)
21. Sachkunde für dosisintensive Röntgenuntersuchungen in der Kardiologie (SGK)
22. Schwangerschaftsultraschall (SGUM)
23. Sportmedizin (SGSM)
24. Sonographie (SGUM)
25. Tauchmedizin (SUHMS)
26. Vertrauensarzt (SGV)
27. Zerebrovaskuläre Krankheiten (SGKN)

## Österreichische Facharzttitel (Ausbildungsordnung, Juli 2006)
1. Allgemeinmedizin

### Sonderfächer
1. Anästhesiologie und Intensivmedizin
2. Anatomie
3. Arbeitsmedizin
4. Augenheilkunde und Optometrie
5. Blutgruppenserologie und Transfusionsmedizin
6. Chirurgie und Additivfächer Gefäßchirurgie, Intensivmedizin, Sporttraumatologie, Viszeralchirurgie
7. Frauenheilkunde und Geburtshilfe und Additivfach Zytodiagnostik
8. Rechtsmedizin
9. Hals-, Nasen- und Ohrenkrankheiten und Additivfach Phoniatrie
10. Haut- und Geschlechtskrankheiten und Additivfach Angiologie
11. Herzchirurgie und Additivfächer Gefäßchirurgie, Intensivmedizin
12. Histologie und Embryologie
13. Hygiene und Mikrobiologie und Additivfach Infektiologie und Tropenmedizin
14. Immunologie
15. Innere Medizin und Additivfächer Angiologie, Endokrinologie und Stoffwechselerkrankungen, Gastroenterologie und Hepatologie, Hämatologie und Internistische Onkologie, Infektiologie und Tropenmedizin, Intensivmedizin, Internistische Sportheilkunde, Kardiologie, Klinische Pharmakologie, Nephrologie, Rheumatologie
16. Kinder- und Jugendchirurgie und Additivfach Pädiatrische Intensivmedizin
17. Kinder- und Jugendheilkunde und Additivfächer Neonatologie und Pädiatrische Intensivmedizin, Neuropädiatrie, Pädiatrische Endokrinologie und Diabetologie, Pädiatrische Hämatologie und Onkologie, Pädiatrische Kardiologie, Pädiatrische Pulmologie
18. Kinder- und Jugendpsychiatrie und Additivfach Neuropädiatrie
19. Lungenkrankheiten und Additivfächer Intensivmedizin und Zytodiagnostik
20. Medizinische Biophysik
21. Humangenetik#Medizinische Genetik
22. Medizinische und Chemische Labordiagnostik und Additivfach Zytodiagnostik
23. Medizinische Leistungsphysiologie
24. Mund-, Kiefer- und Gesichtschirurgie
25. Neurobiologie
26. Neurochirurgie und Additivfach Intensivmedizin
27. Neurologie und Additivfächer Intensivmedizin, Neuropädiatrie
28. Neuropathologie
29. Nuklearmedizin
30. Orthopädie und Orthopädische Chirurgie und Additivfächer Rheumatologie, Sportorthopädie
31. Pathologie und Additivfach Zytodiagnostik
32. Pathophysiologie
33. Pharmakologie und Toxikologie
34. Physikalische Medizin und Allgemeine Rehabilitation und Additivfächer Physikalische Sportheilkunde, Rheumatologie
35. Physiologie
36. Plastische, Ästhetische und Rekonstruktive Chirurgie und Additivfach Intensivmedizin
37. Psychiatrie und Psychotherapeutische Medizin
38. Radiologie
39. Sozialmedizin
40. Spezifische Prophylaxe und Tropenmedizin und Additivfach Infektiologie
41. Strahlentherapie-Radioonkologie
42. Thoraxchirurgie und Additivfächer Gefäßchirurgie, Intensivmedizin
43. Unfallchirurgie und Additivfächer Intensivmedizin, Sporttraumatologie
44. Urologie
45. Virologie

## Deutsche zahnmedizinische Fachgebiete
Die Zahnärztekammern vergeben nach dreijähriger Weiterbildung folgende Fachgebietsbezeichnungen:
1. Zahnarzt (nach fünfjährigem Studium)
2. Fachzahnarzt für Oralchirurgie
3. Fachzahnarzt für Kieferorthopädie
4. Zahnarzt für öffentliches Gesundheitswesen
5. Fachzahnarzt für Parodontologie (nur im Geltungsbereich der Zahnärztekammer Westfalen-Lippe)
6. Fachzahnarzt für Allgemeine Zahnheilkunde (nur im Geltungsbereich der Zahnärztekammer Brandenburg)

## Österreichische zahnmedizinische Fachgebiete
- Facharzt für Zahn-, Mund- und Kieferheilkunde (Ausbildung: vollständiges Medizinstudium und Facharztausbildung – seit 1998 nicht mehr möglich)
- Zahnarzt (Ausbildung: Zahnmedizinstudium – seit 1998 möglich)
- (Dentist (Ausbildung: auf einer zahntechnischen Ausbildung aufgebaute Spezialausbildung, abwechselnd mit praktischen und theoretischen Inhalten – seit 1975 nicht mehr möglich))

## Deutsche veterinärmedizinische Fachgebiete
Die Tierärztekammern veröffentlichen nachfolgende Fachgebiete und Zusatzbezeichnungen.

### Fachtierarzt
1. Fachtierarzt für Anatomie
2. Fachtierarzt für Fische
3. Fachtierarzt für Geflügel
4. Fachtierarzt für Kleintiere
  1. Teilgebiet Chirurgie
  2. Teilgebiet Dermatologie
  3. Teilgebiet Innere Medizin
  4. Teilgebiet Kardiologie
5. Fachtierarzt für Klinische Laboratoriumsdiagnostik
6. Fachtierarzt für Lebensmittel
  1. Teilgebiet Lebensmitteltoxikologie
7. Fachtierarzt für Mikrobiologie
  1. Teilgebiet Bakteriologie und Mykologie
  2. Teilgebiet Virologie
8. Fachtierarzt für Milchhygiene
9. Fachtierarzt für Parasitologie
10. Fachtierarzt für Pathologie
  1. Teilgebiet Toxikopathologie
11. Fachtierarzt für Pferde
  1. Teilgebiet Chirurgie
  2. Teilgebiet Innere Medizin
  3. Teilgebiet Orthopädie
  4. Teilgebiet Reproduktionsmedizin
12. Fachtierarzt für Pharmakologie und Toxikologie
13. Fachtierarzt für Physiologie und Physiologische Chemie
14. Fachtierarzt für Reproduktionsmedizin
15. Fachtierarzt für Rinder
16. Fachtierarzt für Kleine Wiederkäuer
17. Fachtierarzt für Schweine
18. Fachtierarzt für Tierernährung und Diätetik
19. Fachtierarzt für Tierhygiene
20. Fachtierarzt für Tierschutzkunde
21. Fachtierarzt für Tierverhalten
22. Fachtierarzt für Tropenveterinärmedizin
23. Fachtierarzt für Versuchstiere
24. Fachtierarzt für Wildtiere
  1. Teilgebiet Einheimisches Wild
  2. Teilgebiet Zootiere
25. Fachtierarzt für Öffentliches Veterinärwesen
26. Fachtierarzt für Molekulargenetik und Gentechnologie
27. Fachtierarzt für Epidemiologie
28. Fachtierarzt für Fleischhygiene
  1. Teilgebiet Lebensmitteltoxikologie
29. Fachtierarzt für Fleischhygiene und Fleischtechnologie

### Zusatzbezeichnungen
Durch Zusatzbezeichnungen wird in bestimmten Bereichen, die keine Gebiete sind, darauf hingewiesen, dass zusätzliche Kenntnisse vorhanden sind.
1. Akupunktur
2. Homöopathie
3. Hygiene- und Qualitätsmanagement im Lebensmittelbereich
4. Physikalische Therapie
5. Reptilien/Amphibien
6. Tierärztliche Bestandsbetreuung und Qualitätssicherung im Erzeugerbetrieb – Rind
7. Tierärztliche Bestandsbetreuung und Qualitätssicherung im Erzeugerbetrieb – Schwein
8. Tierärztliche Betreuung von Pferdesportveranstaltungen
9. Verhaltenstherapie
10. Heimtiere und Ziervögel
11. Augenheilkunde beim Kleintier
12. Augenheilkunde beim Pferd
13. Zahnheilkunde beim Kleintier
14. Zahnheilkunde beim Pferd

## Österreichische veterinärmedizinische Fachgebiete
In Österreich werden seit 2006 Fachtierarztgebiete nicht mehr von der Tierärztekammer, sondern vom Bundesministerium für Gesundheit und Frauen bzw. dem Bundesministerium für Gesundheit festgelegt.